# Schenkenberg (Wien)
Der Schenkenberg ist ein gipfelloser Berghang im 19. Wiener Gemeindebezirk Döbling.

## Geographie
Der Schenkenberg liegt in Obersievering und stellt den südöstlichen Abhang der Bellevuehöhe dar. Im Norden trennt der Reisenbergbach den Schenkenberg vom Reisenberg, im Süden stellt der Arbesbach die Grenze zum Hackenberg dar. Geologisch liegt der Schenkenberg als nordöstlicher Ausläufer der Ostalpen in der Flyschzone, die aus Sandstein, Mergel und Tonstein zusammengesetzt ist.

## Geschichte

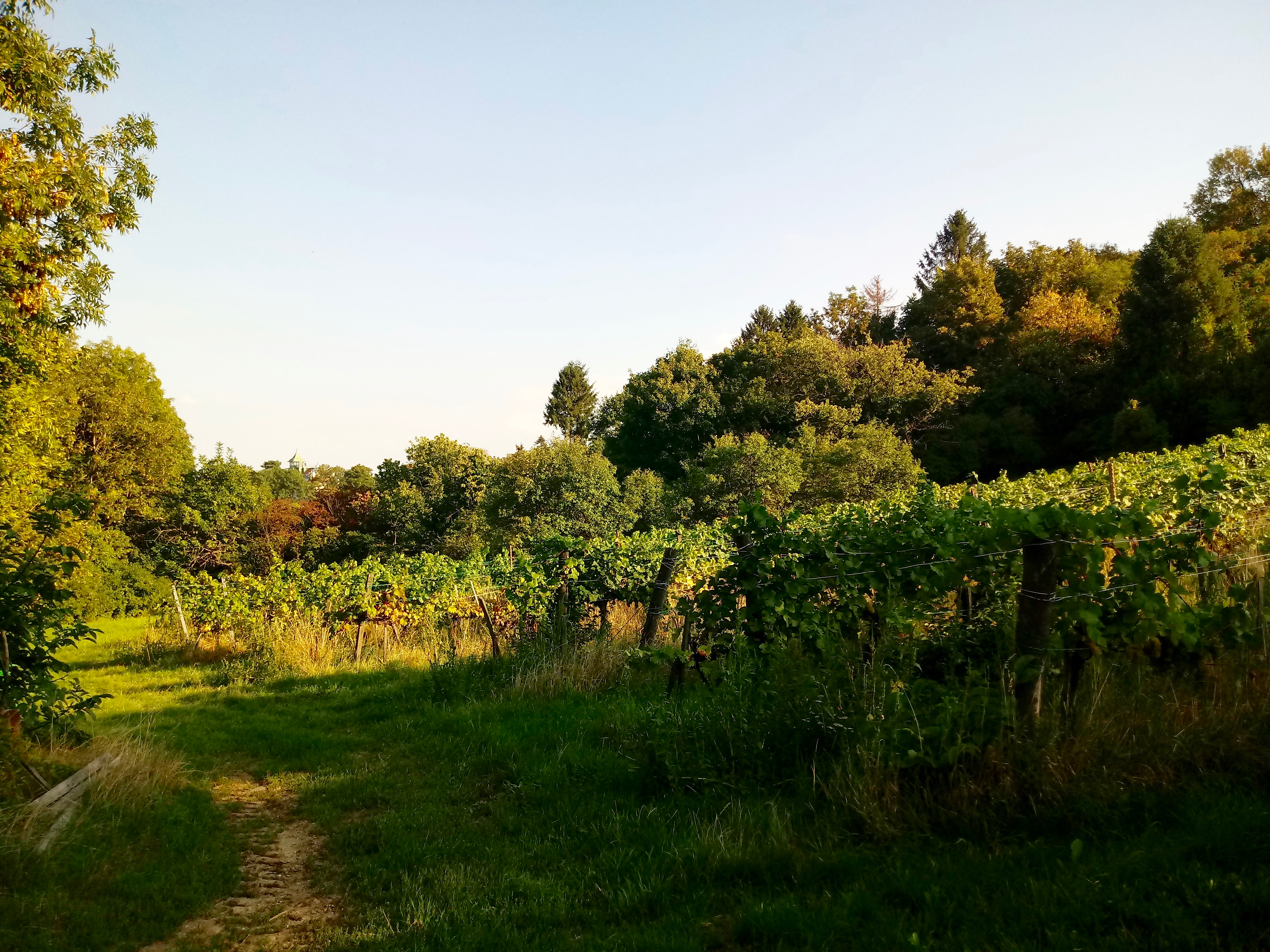
Riede Arnolzau am Schenkenberg

Erstmals urkundlich erwähnt wurde der Schenkenberg 1329 als in dem Schenkenberge. Der Name geht dabei wahrscheinlich auf eine Mundschenkenfamilie zurück, die hier Besitzungen hatte.
Die Schenken von Schenkenberg sind ein altes, schweizerisches Uradelsgeschlecht, welches sich nach dem Bergschlosse und der Gebiet zwischen Fricktal und Ergow nannte (heute Kanton Aargau/Schweiz).
1243 wird "dominus H. de Schenkenberc" zu Bremgarten (Kanton Aargau) in einer Urkunde zusammen mit den Grafen Rudolf und Hartmann von Habsburg genannt.
1248 gab Heinrich von Schenkenberg der Tochtergründung des Wiener Frauenklosters "Cigelhoven" in Michelstetten eine Vogtei.
1264 gab Heinrich von Schenkenberg dem Dominikanerinnenkloster Stuenitz (Studenice), woselbst sich seine Tochter Agnes befand, 5 Huben zu St. Georg in Krain.
Am 11. November 1301 machte Euphemia die Schenkin von Schenkenberg dem Nonnenkloster zu Tulln (Gründer: Rudolf von Habsburg I - vgl. von Schenkenberg, Burgruine Schenkenberg im Kanton Aargau/Schweiz und Burgruine Schenkenberg in Baden-Württemberg) zum Seelenheile ihres verstorbenen Mannes Wilhelm, dessen Familie auch die Burg Senkenberk erbaute (heute in Tschechien), eine Schenkung. Zeuge war ihr Schwiegersohn Albero von Hohenstein von der Burg Hohenstein (Gföhl).
Ferner waren die Kuenringer, die auch in dieser Gegend Besitzungen hatten, Oberste Schenken. Heute ist der Schenkenberg von zahlreichen Weingärten umgeben.